# Daniel Edward Pilarczyk
Daniel Edward Pilarczyk (* 12. August 1934 in Dayton, Ohio; † 22. März 2020 in Cincinnati, Ohio) war ein US-amerikanischer römisch-katholischer Geistlicher und von 1982 bis 2009 Erzbischof von Cincinnati.

## Leben
Nach dem Schulbesuch besuchte er zunächst das Priesterseminar von Saint Gregory in Cincinnati, das er 1953 abschloss. Im Anschluss studierte er zwischen 1953 und 1961 Philosophie an der Päpstlichen Universität Urbaniana in Rom, an der er zunächst 1955 einen Bachelor in Philosophie und dann ein Lizenziat erwarb. Nach dem Erwerb eines Bachelor in Theologie im Jahr 1958 erfolgte am 20. Dezember 1959 seine Priesterweihe durch den Patriarchen von Kilikien, Krikor Bedros XV. Kardinal Agagianian.
Im Anschluss setzte er seine Studien an der Päpstlichen Universität Urbaniana fort und erwarb 1960 das Lizenziat in Theologie, ehe er 1961 zum Doctor theologiae promoviert wurde. Ein anschließendes postgraduales Studium im Fach Klassische Altertumswissenschaft an der Xavier University of Cincinnati schloss er 1965 mit einem Master of Arts (M.A. Classics) ab und graduierte schließlich 1969 mit einem Philosophie Doctor (Ph.D. Classics) an der University of Cincinnati. Von 1968 bis 1974 war er Vizepräsident des Athenaeum of Ohio sowie Rektor des Saint Gregory Seminary.
Papst Paul VI. ernannte ihn am 12. November 1974 zum Weihbischof in Cincinnati und Titularbischof von Hodelm. Der Erzbischof von Cincinnati, Joseph Bernardin, spendete ihm am 20. Dezember desselben Jahres die Bischofsweihe. Mitkonsekratoren waren Erzbischof Nicholas Thomas Elko, Weihbischof in Cincinnati, und der Bischof von Youngstown, James William Malone. Als Weihbischof war er zugleich Generalvikar sowie auch Treuhänder (Trustee) des Athenaeums von Ohio, des drittältesten römisch-katholischen Priesterseminars in den Vereinigten Staaten.
Papst Johannes Paul II. ernannte ihn am 30. Oktober 1982 als Nachfolger von Joseph Bernardin, der Erzbischof von Chicago wurde, zum Erzbischof von Cincinnati. Die Amtseinführung fand am 20. Dezember desselben Jahres statt. Am 15. Juni 1993 weihte er Carl Kevin Moeddel zum Weihbischof in Cincinnati, der dieses Amt bis zu seinem krankheitsbedingten Rücktritt am 20. Juni 2007 ausübte. Als Erzbischof war er zugleich bis zu seinem Eintritt in den Ruhestand am 21. Dezember 2009 auch Kanzler des Athenaeums von Ohio. Daneben war er zuerst von 1983 bis 1991 und später erneut zwischen 1997 und 2000 Treuhänder der Katholischen Universität von Amerika.
Als Nachfolger von John Lawrence May, dem Erzbischof von Saint Louis, war er darüber hinaus von 1989 bis 1992 Vorsitzender der Bischofskonferenz der Vereinigten Staaten und übergab dieses Amt anschließend an den Erzbischof von Baltimore William Henry Keeler.
Erzbischof Pilarczyk, der auch Mitglied der American Philological Association war, veröffentlichte darüber hinaus zahlreiche theologische Fachbücher. Er wurde mehrfach mit Ehrendoktoraten ausgezeichnet.

## Schriften
- Living in the Lord: The Building Blocks of Spirituality (1987)
- Twelve Tough Issues: What the Church Teaches and Why (1989)
- The Catholic Guide to Confession (1990)
- We Believe: Essentials of Catholic Faith (1990)
- The Parish: Where God's People Live (1992)
- What Must I Do? (1993)
- Our Priests: Who They Are and What They Do (1995)
- Lenten Lunches: Reflections on the Weekday Readings for Lent and Easter Week (1995)
- Bringing Forth Justice: Basics for Just Christians (1997)
- Thinking Catholic (1997)
- Practicing Catholic (1998)
- Believing Catholic (1999)
- Live Letters: Reflections on the Second Readings of the Sunday Lectionary (2002)
- When God Speaks: Reflections on the First Readings of the Sunday Lectionary (2005)
- Being Catholic: How We Believe, Practice, and Think (2006)